# Маццола (коммуна)
Маццола (фр. Mazzola, корс. A Mazzola) — коммуна во Франции, находится в регионе Корсика. Департамент коммуны — Верхняя Корсика. Входит в состав кантона Голо-Морозалья. Округ коммуны — Корте.
Код INSEE коммуны — 2B157.

## Население
Население коммуны на 2008 год составляло 25 человек.
| 1962 | 1968 | 1975 | 1982 | 1990 | 1999 | 2008 |
| ---- | ---- | ---- | ---- | ---- | ---- | ---- |
| 36   | 61   | 49   | 36   | 27   | 22   | 25   |

## Экономика
В 2007 году среди 15 человек в трудоспособном возрасте (15—64 лет) 5 были экономически активными, 10 — неактивными (показатель активности — 33,3 %, в 1999 году было 70,0 %). Из 5 активных работали 5 человек (2 мужчины и 3 женщины), безработных не было. Среди 10 неактивных 7 человек были пенсионерами, 3 были неактивными по другим причинам.